# Nova Jošava
Nova Jošava is een plaats in de gemeente Orahovica in de Kroatische provincie Virovitica-Podravina. De plaats telt 191 inwoners (2001).